# Peter Hartley
Peter Hartley (Hartlepool, 3 aprile 1988) è un allenatore di calcio ed ex calciatore inglese,  di ruolo difensore.

## Carriera
Ad inizio carriera ha giocato una partita nella prima divisione inglese con il Sunderland; in seguito, dopo varie stagioni fra la terza e la quarta divisione inglese, ha giocato 53 partite nella prima divisione scozzese con il Motherwell. Successivamente è andato a giocare in India con il Jamshedpur, club della prima divisione locale, rescindendo consensualmente il contratto il 30 dicembre 2022. Dopo una stagione in Inghilterra giocata con l'Hartlepool United fa ritorno in India e firma per l'Inter Kashi, squadra militante nell'I-League, seconda divisione nazionale.

## Palmarès

### Competizioni nazionali
- ISL Shield: 1

Jamshedpur: 2021-2022